# Sminthopsis psammophila
Sminthopsis psammophila är en pungdjursart som beskrevs av Spencer 1895. Sminthopsis psammophila ingår i släktet Sminthopsis och familjen rovpungdjur. Inga underarter finns listade.
De svenska trivialnamnen större sandpungmus och större stäppungsmus förekommer för arten.

## Utseende
Arten är med en genomsnittlig vikt av 55 g (hannar) respektive 42 g (honor) en av de större medlemmarna i släktet Sminthopsis. Typiska kännetecken för släktet som en lång och spetsig nos, stora ögon, stora öron och långa smala fötter förekommer även hos denna art. Ovansidan är täckt av grå till ljusbrun päls med några inblandade mörkare hår. Huvudet är mer ljusbrun och på hjässan finns en trekantig mörk fläck. Sminthopsis psammophila har vit päls på undersidan. Den långa svansen är uppdelad i en grå ovansida och en mörkare undersida. I motsats till andra släktmedlemmar finns en kam av styva svarta hår på undersidan av svansens spets.
Fyra exemplar från Western Australia hade en kroppslängd (huvud och bål) av 85 till 100 mm, en svanslängd av 107 till 120 mm, 25,5 till 27 mm långa bakfötter och 25 till 28,5 mm långa öron.

## Utbredning
Pungdjuret förekommer vid några få ställen i södra och sydvästra Australien. Arten vistas främst i sanddyn med några träd eller buskar samt gräs som undervegetation.

## Ekologi
Födan utgörs av ryggradslösa djur samt av små ödlor och däggdjur. Honor föder omkring september upp till fem ungar som blir självständiga i december eller januari.
I artens revir finns många gräsklumpar med gräs av släktet Spinifex. Under den torra perioden dör gräsets gröna delar med början från klumpens centrum och i mitten bildas ett hålrum. Pungdjuret använder dessa hålrum som näste. Gräsets torra och spetsiga blad ger skydd åt fiender och hålrummet erbjuder kyla under den varma årstiden. Dessutom gräver arten underjordiska gångar som kan vara upp till 110 cm långa och upp till 45 cm djupa. Honor på Eyre Peninsula i södra Australien skapar för ungarnas uppfostring särskilda bon. De börjar i mitten av en gräsklump och har en spiralformig gång till en kammare som fodras med löv och bark. Hannar hittades även vilande i jordhålor som skapades av andra djur samt i ihåliga trädstubbar.
Honor är 16 till 19 dagar dräktiga. De första veckorna efter födelsen lever ungarna i moderns pung (marsupium). Efter cirka 64 dagar är de för stora och måste leva utanför pungen. De stannar i boet eller bäras på moderns rygg. Könsmognaden infaller under individens första år.

## Status
Sminthopsis psammophila hotas främst av okontrollerade bränder. Dessutom jagas arten av introducerade rödrävar och tamkatter. Pungdjuret påverkas i viss mån av andra landskapsförändringar. För att bevara arten inrättades en nationalpark och andra naturskyddsområden. Sminthopsis psammophila listas i appendix I av CITES. IUCN kategoriserar arten globalt som starkt hotad.